# 瀧下毅
瀧下毅（日语：滝下 毅，1975年11月5日—2013年3月10日），日本男性配音員、旁白。出身於茨城縣。身高183cm。O型血。

## 生平
生前從屬的經紀公司是青二Production，大阪藝術大學影像學科、青二塾大阪校第14期畢業。
2009年10月31日，與同經紀公司所屬的同事鹿野潤結婚。
2013年3月10日，於回家途中發生意外去世，享年37歲。根據警方表示，他於3月10日上午在東京都調布市的多摩川河床上被人發現已經死亡，原因是不慎從橋上墜落。

### 人物
家中有三個弟弟。
特長是橄欖球。國高中時期畢業於橄欖球名校茗溪學園。
座右銘「永遠的未完成，此完成也」。曾經在業餘十項全能的體育競賽中獲得優勝。
在自身部落格出現誇張的笑聲「哼哈哈哈哈哈！」與名台詞「大笨蛋！」，來自他演的代表作《真·三國無雙》系列中的角色司馬懿。

### 逸事
喜歡的食物是高麗菜。塾生時期曾帶3顆高麗菜保存了1週。
曾被稱為“夜王”，原因是頭髮沒有剪短而放著留長。

## 繼任
在瀧下逝世後，配音員接任作品如下：
- 龍谷修武－『英雄傳說 碧之軌跡 Evolution』：瓦魯多·瓦雷斯、賽特
- 置鮎龍太郎－『真・三國無雙7 帝王傳』：司馬懿

## 演出
粗體字表示主要角色。

### 電視動畫
1998年
- 守護月天！（男學生 等）
- 遊☆戯☆王（怪物 等）

1999年
- 魔術士歐菲 Revenge（男B）

2000年
- 勝負師傳說 哲也（玄人C、丸刈）
- 爆裂戰士戰藍寶（狩獵）
- ONE PIECE（海賊、海賊A、手下A）

2001年
- RUN=DIM（傑夫）

2002年
- 盜賊王JING

2003年
- 萬花筒之星（攝影師）
- 奇諾之旅（閒角）
- 閃靈二人組（保安人員）
- TEXHNOLYZE（日语：TEXHNOLYZE）（拓斗）

2004年
- 爆裂天使（教官）

2012年
- 聖鬥士星矢Ω（芳臣兄者）

### OVA
1998年
- BE-BOP-HIGHSCHOOL（日语：ビー・バップ・ハイスクール）（天保不良）

1999年
- 銀河少女警察 The Animation

2008年
- 多美卡王國物語（ブラックラー、旁白）

2010年
- 多美卡高壓大作戰！（ブラックラー、時實況、動物園飼育員、旁白）

2011年
- 多美卡高壓大冒險！（ブラックラー、市的男性、旁白）

### 遊戲
※2014年以後發行的所有作品都使用瀧下生前的錄音。
1999年
- 夢幻騎士（蓋維爾）
- 聖魔戰記 ～聖少女騎士團～（日语：スペクトラルフォース）
- ON AIR （南卓也）
- 銀河少女警察 The 3rd Planet（主持人）

2000年
- 真·三國無雙（司馬懿）
- SIMPLE1500系列 Vol.36 THE 戀愛遊戲 ～夏色Celebration～（日语：夏色Celebration）（澤田彰）
- 人偶情緣2 CHU！（御薗）

2001年
- 真·三國無雙2（司馬懿）
- 逮捕令 YOU'RE UNDER ARREST（男性署員2）

2002年
- 王子殿下LV1（日语：王子さまLV1）（安迪）
- 真·三國無雙2 猛將傳（司馬懿）
- 封神演義2（虯首仙、太乙真人、聖帝）
- Reveal Fantasia ～瑪莉艾露路與妖精物語～（日语：リーヴェルファンタジア〜マリエルと妖精物語〜）（艾瑞克）

2003年
- EXASKELETON（日语：エグザスケルトン）（喬·葛拉漢）
- 王子殿下LV1.5（日语：王子さまLV1）（政宗）
- 假面騎士 正義的系譜（日语：仮面ライダー 正義の系譜）（騎士人）
- 真·三國無雙3（司馬懿）
- 真·三國無雙3 猛將傳（司馬懿）

2004年
- 空戰奇兵5 未被歌頌的戰爭
- 真·三國無雙3 Empires（司馬懿）

2005年
- 真·三國無雙4（司馬懿）
- 真·三國無雙4 猛將傳（司馬懿）
- 天外魔境III NAMIDA（絕對的菩薩）

2006年
- 雀·三國無雙（日语：雀・三國無双）（司馬懿）

2007年
- 真·三國無雙5（司馬懿）
- 無雙OROCHI（司馬懿）

2008年
- 無雙OROCHI 蛇魔再臨（司馬懿）
- 人中之龍 登場！

2009年
- 假面騎士 Climax Heroes系列（假面騎士甲鬥王、假面騎士黑暗甲鬥王）
  - 假面騎士 Climax Heroes
  - 假面騎士 Climax Heroes W
- 真·三國無雙5 Empires（司馬懿）
- 無雙OROCHI Z（司馬懿）

2010年
- 英雄傳說 零之軌跡（瓦魯多·瓦雷斯、賽特）
- 假面騎士 Climax Heroes OOO（假面騎士甲鬥王、假面騎士黑暗甲鬥王）
- 真·三國無雙 連袂出擊2（司馬懿）

2011年
- 英雄傳說 碧之軌跡（瓦魯多·瓦雷斯、賽特）
- 假面騎士全集合 騎士世代（日语：オール仮面ライダー ライダージェネレーション）（假面騎士甲鬥王）
- 假面騎士 Climax Heroes Fourze（假面騎士甲鬥王、假面騎士黑暗甲鬥王）
- 真·三國無雙6（司馬懿）
- 真·三國無雙6 Empires（司馬懿）
- 真·三國無雙6 猛將傳（司馬懿）
- 真·三國無雙 NEXT（司馬懿）
- 無雙OROCHI 2（司馬懿）

2012年
- 英雄傳說 零之軌跡 Evolution（瓦魯多·瓦雷斯[8]、賽特）
- 假面騎士全集合 騎士世代2（日语：オール仮面ライダー ライダージェネレーション）（假面騎士甲鬥王）
- 假面騎士 超Climax Heroes（假面騎士甲鬥王、假面騎士黑暗甲鬥王）
- 真·三國無雙 VS（司馬懿）

2013年
- 假面騎士：鬥騎大戰（日语：仮面ライダー バトライド・ウォー）（假面騎士甲鬥王）
- 真·三國無雙7（司馬懿）
- 真·三國無雙7 猛將傳（司馬懿[9]）
- 暴風戀人2nd（日语：STORM LOVER 2nd）（桐生利希）

2014年
- （假面騎士甲鬥王）
- 假面騎士：鬥騎大戰II（假面騎士甲鬥王）

2016年
- 假面騎士全集合 騎士革命（假面騎士甲鬥王）
- 假面騎士：鬥騎大戰創生（假面騎士甲鬥王）

### 廣播劇CD
- Crashers Knight&Ran（村人B）
- 命運傳奇
- Hyper Securities 2
- 封神演義

### 外語配音
※作品依英文名稱及英文原名排序。

#### 演員
- 羅格·貝拉斯科
  - 金剛戰士系列
    - 金剛戰士：銀河戰隊（英语：Power Rangers Lost Galaxy）（卡洛斯·瓦樂利／黑衣戰士）
    - 金剛戰士：太空戰隊（英语：Power Rangers in Space）（卡洛斯·瓦樂利／黑衣戰士）
    - 金剛戰士Turbo Movie（英语：Power Rangers Turbo）（卡洛斯·瓦樂利／第2代綠衣戰士）

#### 電影
- 血濺萬聖劫（艾倫〈麥可·桑姆魯克 飾演〉）
- 事件16（馬特〈彼得·瑞瑟福德 飾演〉）
- 永不退縮（英语：Never Back Down）（傑克·泰勒〈西恩·法瑞斯 主演〉）
- 間諜要回家（英语：North Korean Guys）（崔白斗〈鄭俊鎬 主演〉）
- 捕風捉影（阿列克謝·科德羅夫〈亞歷山大·葉菲莫夫 主演〉）

#### 電視影集
- 追風少年（何飛力〈王傳一 飾演〉）
- 我為卿狂（英语：Mad About You）（達格）

### 旁白

#### 有線電視
NHK系列
- （NHK教育）
- （NHK-BS1）

日本電視台
- 月刊 MotoGP+
- 深夜之星

TBS
- 狼少年（日语：オオカミ少年 (テレビ番組)）
- 世界陸上2009
- HAPIHIRU！（日语：はぴひる!）
- HIRUOBI！（日语：ひるおび!）

富士電視網
- 富士電視台
  - FNN SUPER NEWS（日语：FNNスーパーニュース）
  - SPORT！（日语：すぽると!）
  - SMA夫（日语：スマ夫）
  - 2007世界花式滑冰錦標賽
  - 2002年冬季奧林匹克運動會
  - 腦內活化 IQ維他命（日语：脳内エステ IQサプリ）
- BS富士
  - 木佐彩子（日语：木佐彩子）的GO！來去雪梨
  - RODEO俱樂部！（日语：ロデオ倶楽部!）

朝日電視網
- 朝日電視台
  - IKETERU
  - X
  - 好！
  - 使！
- BS朝日
  - BS俱樂部A&D
  - 列島猜謎！都道府縣太郎
  - 愛診

#### 網路電視
Fighting TV SAMURAI頻道
- 仕事
- 生GON！GON！
- 侍！

其它頻道
- 世界體育中心U.S.A.
- 週一足球夜（ESPN）
- SKY PerfecTV200俱樂部
- Basketball Fan TV
- ActOnTV起業獨立頻道

### 電視劇
- Last Friends[注 1]
- Sexy Voice and Robo（日语：セクシーボイスアンドロボ）[注 1]

### 電視出演
- （敘事對話）
- 生GON！GON！ Fighting TV SAMURAI（新聞單元主播）

### 舞台
- 新羅生門 調布市仙川劇場市民流行樂團（日语：せんがわ劇場市民アンサンブル）（飾演 一寸法師）
- 熱鬥!! 飛龍小學校☆POWERD（飾演 櫻朱利埃塔）

### 其它
- Daily Yamazaki 店內DJ
- 有線電台劇場 無法地帶
- 全日本職業摔角 體育場解說
- 世界盃排球賽2007 比賽導覽
- 柔道世界大獎2008 體育場解說
- 學院頻道旁白
- MONDO21頻道廣告

## 腳註

## 外部連結
- 青二Production公式官網專設的已故聲優資歷簡介 （页面存档备份，存于） （日語）
- （日語）－瀧下毅的官方個人部落格（2013年3月18日最終更新）。